# Słopnice Szlacheckie
Słopnice Szlacheckie (Słopnica Szlachecka) – nazwa zniesiona, dawniej wieś w Polsce, od 1930 roku jest to wschodnia część wsi Słopnice (na wschód od Słopniczanki) w województwie małopolskim, w powiecie limanowskim, w gminie Słopnice.
Słopnice Królewskie to dawniej wieś i gmina jednostkowa (Słopnica Adelig), licząca w połowie XIX wieku 1251 mieszkańców. W 1921 roku w Słopnicach Królewskich mieszkało 1741 osób (820 mężczyzn i 921 kobiety) głównie wyznania rzymskokatolickiego (1701), w 321 budynkach.
1 kwietnia 1930 Słopnice Szlacheckie połączono ze Słopnicami Królewskimi w jedną wieś i gminę jednostkową o nazwie Słopnice.
Choć nazwa Słopnice Szlacheckie wyszła z oficjalnego użycia, funkcjonuje ona nadal częściowo w nazwie sołectwa gminy Słopnice.